# 路易斯·庫爾勒
路易斯·庫爾勒（Louis Kuehnle，/ˈkuːnliː/；1857年12月25日—1934年8月6日），被稱為「準將庫爾勒」（Commodore Kuehnle），是擁有德國血統的美國商人和政治家。他被認為是於1880年代末和1900年代初在新澤西州大西洋城這個不斷增長的度假城鎮的先驅者。他是1900年代初控制大西洋城的共和黨組織領導人。
後來成為了美國總統的新澤西州州長伍德羅·威爾遜在1910年的選舉後追擊庫爾勒，作為他整頓大西洋城的一部分活動。這項成果導致庫爾勒因為選舉舞弊而被起訴不成功，卻因為與政府合同有關的利益衝突而被成功起訴和定罪。庫爾勒的名字遭到醜聞的玷污，他被伊努·「努基」·強森接替，令強森成為組織的領導者。

## 早年
庫爾勒於1857年12月25日在美國的紐約市出生，是德國移民路易斯（Louis）和卡特里娜·庫爾勒（Katrina Kuehnle）的兒子，他的父親是一名成功的廚師。他在路德維希-麥斯米利安-慕尼黑大學就讀，但學術表現不佳，一年後退學。
1858年，老路易斯·庫爾勒將他的家庭搬到新澤西州的蛋港市，在那裡他開了他的第一間酒店，紐約酒店（The New York Hotel）。他們全家於1875年再次搬到附近的大西洋城，開了另一間酒店叫庫爾勒酒店。

## 權力崛起
老路易斯去世後，便留下年僅18歲的庫爾勒接管在南卡羅來納州和大西洋大道的拐角處的庫爾勒酒店。酒店內有一個名為「The Corner」的酒館，成為當地政客們的熱門會議地方。這些會議包括三名大西洋縣的權力經紀人，其中一名是努基·強森的父親和縣治安官史密斯·E·強森（Smith E. Johnson）。當這三位政治人物的其中一名在1900年去世時，庫爾勒就在會議當中取得地位，並最終控制了俱樂部。
綽號「路易」（Louie）的庫爾勒在大西洋城的受歡迎程度和政治權力方面都有所增長時，激勵了其他年輕的政治家，例如哈利和艾薩克·巴哈拉赫，以及伊努·強森。他被認為是大西洋城黨派政治機器的設計師及第一位領導人，而他從1800年代後期到1911年入獄，都深遠控制著這個城市。他對批評人士的回應說：「他們有一天會為我造一座紀念碑；我建造了這個城鎮」。

## 社會活動家
庫爾勒負責城市的許多改進工作，因為他總是記得他的目標是要把大西洋城改造成一個主要的美國大都市。由於他關注電話和天然氣的高利率，便創造了自己的電話和天然氣公司，從而降低了價格。他的電話公司，名為大西洋海岸電話公司（Atlantic Coast Telephone Company），後來被貝爾電話公司收購了。庫爾勒還通過支持該地區的競爭性事業來幫助降低電價。他協助建造了海濱大道的木板路，他甚至通過建造一條從大陸到阿布西肯島的水管來增加城鎮的淡水量。為了展示它的可能性，他鑽了一個自流井，並創建了這個城市的供水公司。庫爾勒一直是交通運輸行業的企業家，幫助現代化了無軌電車系統來改善城市內的交通。
庫爾勒被大西洋城的許多市民視為領導者和保護者。無論費城報刊登煽動性的文章時，他會設法以非暴力的方式讓州份民兵前來探訪大西洋城，並安撫社區。他也是樂善好施，而且深受非裔美國人社區的喜愛。
他在盛年期間參加大西洋城遊艇俱樂部，他後來擔任董事長，而實質上這是他採用了非官方級別「準將」的起源，他一直保留綽號直到他去世為止。

### 貪污腐敗
他的酒店內提供諸如賣淫、賭博和酒品等的勾當。此外，他還勒索了賭場和妓院，以及各種各樣的合法企業，為共和黨的政治運作提供資金。由於他認為他們是被任命的人，所以庫爾勒會強迫政府員工把他們工資的5-7％「回扣」給共和黨。
選舉舞弊很普遍，共和黨員支付黑人選民每票2美元。這些選民會被帶到多個投票站，並以仍然已登記的死者姓名來投票。庫爾勒的共和黨員在1910年的州長競選活動中提高了他們的舞弊程度，所以他們的候選人將會當選為新澤西州州長。儘管他們做了工作，但還是輸了。伍德羅·威爾遜反而勝出，成為了州長，這在很大程度上是由於他發誓要解決大西洋城的貪污腐敗。
威爾遜遵循他的諾言，透過調查選舉結果來調查貪污腐敗。他指出，在大西洋城有三千多張共和黨員的選票被認定為舞弊，所以他選出了一個委員會來進行起訴。委員會收到起訴書，但無法讓任何重要人物定罪。

## 法律問題
庫爾勒的項目改善了大西洋城，但也付出了代價。他控制的共和黨公佈了城市契約，但不一定是以最低的成本投標。很多時候，商業契約經常判給庫爾勒所擁有的公司。1909年，大西洋城簽訂了從大陸建造一條水管的契約。中標者隨後將契約的一部分轉讓給了一間庫爾勒部分擁有的公司。
作為該市的水務委員會主席的庫爾勒，此後批准了對契約的修改，從而增加了對他持有的所有者權益的公司付款。威爾遜的團隊終於有了一個有力的利益衝突案件來對抗庫爾勒了。
1913年，庫爾勒以相關利益衝突的貪污腐敗罪而被判刑，並被判處一年做苦工，加上1000美元的罰款。經過六個月的判罰後，他前往百慕達度假，並長途跋涉到德國的巴伐利亞，那裡是庫爾勒祖先的家園。

## 回歸
當他回到大西洋城的時候，伊努·「努基」·強森已經成為這個城市的非官方老大。在庫爾勒挑戰強森的領導地位失敗後，強森同意支持他的前導師庫爾勒擔任城市委員會的委員。庫爾勒於1920年當選，並在每四年任期再度當選，直到1934年去世為止，他特別擔任公園和公共財產的委員。作為一名委員，他證明他是一個有時反對強森組織的獨立人士。

## 逝世
庫爾勒於1934年8月6日去世，他被埋葬在蛋港市，這是他青年時期的家鄉。在他去世的那一天，用黑色覆蓋他在委員會會議室的椅子和市政廳建築。每個消防局都下半旗。名命為庫爾勒大道（Kuehnle Avenue）的街道是在大西洋城中獻給庫爾勒唯一看得見的紀念物。

## 流行文化
電視劇《酒私風雲》中的角色路易斯·「準將」·凱斯納（Louis "the Commodore" Kaestner）是以庫爾勒作基礎而成，由達布尼·寇曼飾演他。

## 深入閱讀
- 《The Social Anxieties of Progressive Reform - Atlantic City, 1854-1920》（1994年）作者：Martin Paulsson
- 《Boardwalk Empire: The Birth, High Times, and Corruption of Atlantic City》（2002年）作者：Nelson Johnson
- 《Who's Who in New Jersey, Atlantic County Edition》（1925年）

## 外部連結
- Original Woodrow Wilson Letter: Will Not Pardon Kuehnle[] Shapell Manuscript Foundation